# Gerhard Grau
Gerhard Grau (* 27. Oktober 1947 in Homberg (Efze)), genannt „Gerdchen“, ist ein ehemaliger deutscher Fußballspieler. Der Allrounder hat beim KSV Hessen Kassel von 1968 bis 1972 in der damals zweitklassigen Fußball-Regionalliga Süd 119 Ligaspiele absolviert und zumeist als Flügelspieler 17 Tore erzielt. Von 1972 bis 1978 war er für Hertha BSC in der Fußball-Bundesliga im Einsatz und erzielte in 157 Ligaspielen 14 Tore für die Hertha. Zum Abschluss seiner Laufbahn folgten noch nach seiner Rückkehr nach Kassel von 1980 bis 1984 in der 2. Fußball-Bundesliga weitere 125 Zweitligaspiele mit zwei Torerfolgen.

## Laufbahn

### Erste Station Kassel und Berlin, 1968 bis 1978
Grau kam 1968 vom FC Homberg zum KSV Hessen Kassel. Dort bestritt er 119 Spiele in der Regionalliga Süd, bis er zur Saison 1972/73 als trickreicher, schneller Rechtsaußen und offensiver Mittelfeldspieler zu Hertha BSC in die Bundesliga nach Berlin wechselte. Der Angreifer aus dem vorherigen Amateurbereich debütierte am zweiten Rundenspieltag, den 25. August 1968, bei einer 3:4-Heimniederlage gegen den SV Waldhof in der Regionalliga Süd. Er war auf Linksaußen an der Seite von Otto Kastl und Herbert Maciossek gestürmt und ihm war ein Tor geglückt. Sein bestes Rundenergebnis erlebte er in der Saison 1970/71 unter Trainer Heinz Baas mit dem Erreichen des 3. Tabellenranges. 
Mit seinem gleichaltrigen Mannschaftskameraden Holger Brück (beide Jahrgang 1947) wechselte er zur Runde 1972/73 zu Hertha BSC in die Bundesliga und kam unter Trainer Helmut Kronsbein im Saisonverlauf auf 28 Einsätze (1 Tor) und die Hertha belegte den 13. Rang. Sein Bundesligadebüt erlebte Grau am 20. September 1972, bei einer 1:2-Auswärtsniederlage beim VfL Bochum. In seiner dritten Bundesligasaison, 1974/75, erreichte der Mann aus Hessen mit der Hertha unter dem neuen Trainer Georg Keßler hinter Borussia Mönchengladbach die Vizemeisterschaft. Grau hatte alle 34 Rundenspiele bestritten und sechs Tore an der Seite von Mitspielern wie Lorenz Horr und Kurt Müller erzielt. Am 19. April 1975 war er auch deshalb beim 2:1-Heimerfolg gegen die Weisweiler-Elf vor 81.455-Zuschauern im Olympiastadion gegen die Elf vom Bökelberg gestürmt. Acht Tage danach, am 25. April, vertrat er die DFB-Farben in der B-Nationalmannschaft bei einem 6:0-Erfolg in Offenbach gegen Finnland A. Er wurde dabei für Reiner Geye eingewechselt und zeichnete sich als Torschütze an der Seite von Erich Beer, Manfred Burgsmüller, Harald Nickel und Ronald Worm aus. Von 1972 bis 1978 kam er zu 157 Bundesligaeinsätzen und erzielte 13 Treffer.
Am 28. Mai 1977 stand Gerhard Grau für Hertha BSC im Endspiel um den DFB-Pokal gegen den 1. FC Köln, welches 1:1 nach Verlängerung endete. Auch im fälligen Wiederholungsspiel zwei Tage später, das mit einer 0:1-Niederlage der Berliner endete, wurde er eingesetzt.

### Zweite Station Kassel, 1978 bis 1984
Zur Saison 1978/79 kehrte Grau zum KSV Hessen Kassel in die Oberliga Hessen zurück und stieg mit dieser Mannschaft 1980 als Meister der Hessenliga direkt in die geteilte 2. Bundesliga Süd auf. Ein Jahr darauf schaffte er als Aufsteiger mit dem KSV Hessen durch einen vierten Rang die Qualifikation zur neu geschaffenen eingleisigen 2. Bundesliga, wo er noch bis 1984 aktiv war. Zweimal landete er 1983 und 1984 mit dem KSV auf dem 4. Rang. Insgesamt bestritt er 125 Zweitligaspiele für den KSV und erzielte dabei zwei Tore. Sein letztes Zweitligaspiel bestritt der 36-jährige Routinier am 27. Mai 1984 bei einem 4:2-Heimerfolg gegen den SC Charlottenburg unter Trainer Jörg Berger. Mitspieler waren Torhüter Hans Wulf, Ulrich Wielandt, Uwe Eplinius, Walter Horch, Volker Münn, Peter Cestonaro und Heinz Traser.
Seit seiner Rückkehr zu Hessen Kassel lebt Gerhard Grau in Ellenberg bei Guxhagen. Nach 1984 war er noch beim FSV Bergshausen und dem TSV Wolfsanger als Spielertrainer tätig.
Nach seiner Fußballkarriere betrieb Gerhard Grau bis 2015 den Bierausschank „Treff am Kö“ in Kassel.

## Größte Erfolge
- 2. Platz beim DFB-Pokal 1976/77
- Deutscher Vizemeister 1975
- 3. Platz in der Bundesliga 1977/78
- 1 B-Länderspiel